# Cornelius Scepperus
Cornelis de Schepper, Corneel de Dobbele de Schepper of Cornelius Duplicius Scepperus (Nieuwpoort?, 18 december 1501 - Antwerpen, 28 maart 1555) was diplomaat van keizer Karel V en tot zijn dood lid van de Geheime Raad en de Raad van State.

## Biografie
De Schepper kwam uit een Duinkerkse familie: zijn grootvader was er vice-admiraal van Filips de Schone en zijn vader burgemeester. Zijn ouders weken uit naar Nieuwpoort, waar zijn vader op 6 mei 1503 het poorterschap verwierf. Het is niet duidelijk of Cornelis geboren werd in Duinkerke of Nieuwpoort, maar in elk geval groeide hij op in die laatste stad en noemde hij zich Nieuwpoortenaar (neoportuensis). Toen zijn beide ouders overleden waren in 1509 werd hij opgevoed door zijn oom Jacob, pastoor te Ekelsbeke (nu in Frankrijk).
Die stuurde de leergierige jongen naar de universiteit van Parijs, waar hij 'primus in promotione' werd. Reeds als student was hij opgemerkt door Erasmus die zich in zijn brieven lovend over hem uitlaat. Hij bekwaamde zich in het Frans en de oude talen, geschiedenis, wiskunde en astronomie. Eind 1522 studeerde hij nog enkele maanden aan het Collegium Trilingue te Leuven. Waarschijnlijk maakte hij daar kennis met zijn vrienden Goclenius, Viglius en Vives. In 1523 schreef hij een werk Assertiones Fidei... waarin hij de beweringen van astrologen als zou er in 1524 een grote wereldramp losbreken, weerlegde.

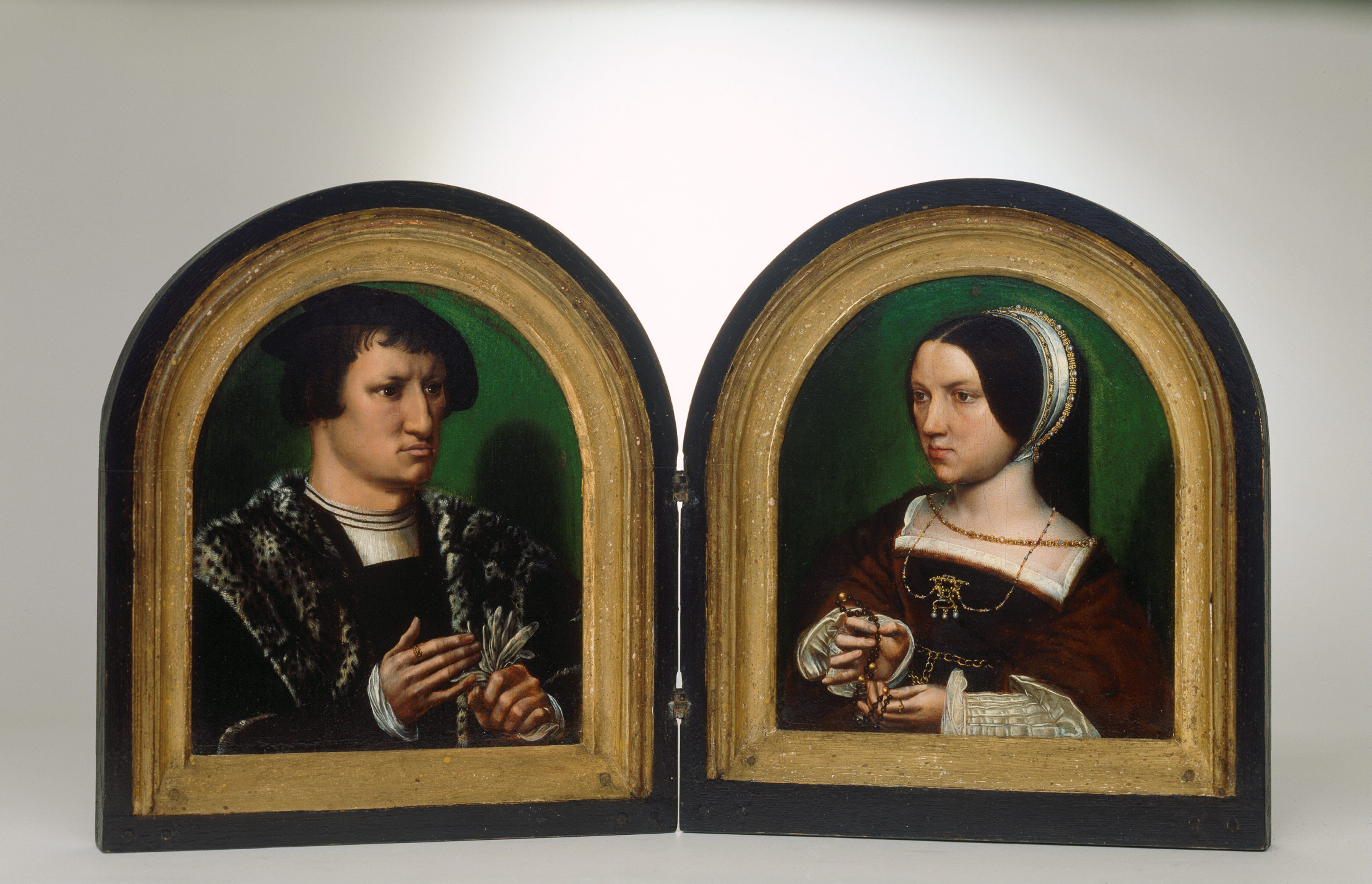
Dubbelportret van Cornelis de Scheppere en Elizabeth Donche (Ambrosius Benson, ca. 1540)

Door de aandacht die hij trok met dit boek werd hij aangezocht door de kanselier van de Deense koning Christiaan II om in zijn dienst te komen als secretaris. Deze koning was uit zijn land verbannen en gevlucht naar de Nederlanden, hopend op steun van zijn zwager Karel V. Cornelius publiceerde in 1524 reeds een tweevoudig Apologetium ter verdediging van Christiaan II die fel opgemerkt werden. Hij bepleitte zijn zaak in Londen en Madrid. Christiaan, zeer erkentelijk, benoemde hem tot zijn onderkanselier.
Zijn diplomatieke interventies werden opgemerkt door Margareta van Oostenrijk, landvoogdes van de Nederlanden, die hem overhaalde in dienst van Karel V te komen (februari 1526).
In 1525 maakte hij in Madrid kennis met een Pools diplomaat Jan Dantyscek (Johannes Dantiscus, 1485-1548) met wie hij levenslang bevriend bleef en talrijke brieven uitwisselde. Cornelius had een levendige belangstelling voor het humanisme, Dantyscek was een van de gangmakers van het humanisme in Polen.
Hij huwde in 1528 met Elizabeth Donche (Lo, ca. 1495/98 - Eke, 1548), jonge weduwe van Pieter Laurijn uit de bekende Brugse familie Laurijn, die in hun stad het centrum uitmaakten van de humanistische stroming. De jonggehuwden woonden in Brugge in het Hof van Beveren in de Nieuwstraat. Kort na hun huwelijk lieten ze door de Brugse schilder Ambrosius Benson hun portret schilderen (thans in de Art Gallery of New South Wales, Sydney).
In het gezelschap van Pieter Coecke van Aelst vertrok hij in 1533 voor een jaar als vredesgezant naar het Constantinopel van Süleyman II. De Spaanse ambassadeur Jerónimo de Zara en De Schepper slaagden erin een vredesverdrag af te sluiten. Een tweede missie het volgende jaar was minder succesvol.
In 1535 werd Scepperus benoemd tot superintendant met de algehele leiding over het zeewezen. Samen met de admiraal hield hij zich bezig met de konvooiering van de handelsvaart en visserij, de uitrusting van oorlogsschepen, het toezicht op de kustverdediging en juridische kwesties.
In 1552 schreef hij een memorie waarin hij stelde dat het geen zin had een grote staande vloot aan te houden. Daarentegen ontwikkelde hij een maritieme strategie waarvoor een klein aantal permanent beschikbare schepen uitgerust werd - de Habsburgse oorlogsvloot in Veere, aangevuld met gehuurde schepen. Dit werd de eerste staande vloot van Nederland. Door het tijdelijk inhuren van schepen had de Veerse oorlogsvloot meer macht dan op basis van de vaste vloot zou worden verwacht, wat van belang was vanwege de oorlog met Frankrijk op dat moment. Scepperus overwoog nog om het in 1553 door Adriaan Crol van Enkhuizen veroverde kanaaleiland Sark een basis te maken, maar men beperkte zich uiteindelijk tot plunderingen.
Een val van zijn paard liet De Schepper in 1551 kreupel. Hij stierf in 1555 te Antwerpen en werd begraven in Eke.

## Privé
De Schepper was twee keer getrouwd. Met zijn eerste vrouw Elisabeth Donche († 1548) had hij een zoon Cornelius en een dochter Anne. Met Margaretha Loonis had hij geen kinderen.

## Werken
- 1523 - Assertionis fidei adversus astrologos sive de significationibus coniunctionum superiorum planetarum anni 1524, Fr Bryckmann, Antwerpen
- 1528 -  Epitaphium Isabellae illustrissimae Danorum reginae, Gregorius de Bonte, Antwerpen
- 1554 - Rerum a Carolo V Caesare Augusto in Africa bello gestarum commentarii, Jean Bellére, Antwerpen

- Bibsys: 6057185
- Biblioteca Nacional de España: XX4872774
- Bibliothèque nationale de France: cb10677575m (data)
- Biografisch Portaal: 71714004
- Digitale Bibliotheek voor de Nederlandse Letteren: sche300
- Gemeinsame Normdatei: 119818507
- International Standard Name Identifier: 0000 0000 7820 9139
- Nederlandse Thesaurus van Auteursnamen: 073066915
- Istituto Centrale per il Catalogo Unico: RMLV031236
- Système universitaire de documentation: 10458078X
- Virtual International Authority File: 95137124
- WorldCat: E39PBJbWv99mBTVjhJXwj8Qg8C